# Thotiana
Thotiana è un singolo del rapper statunitense Blueface, pubblicato il 29 gennaio 2019 come primo estratto dal primo mixtape Famous Cryp.

## Descrizione
Terza traccia del mixtape, Thotiana è stata scritta dallo stesso interprete con John Nathaniel ed è stata prodotta da Scum Beatz.

## Accoglienza
Billboard ha incluso Thotiana nella propria lista delle cento canzoni migliori del 2019, affermando che è «uno dei brani più orrecchiabili dell'anno».

## Tracce
Download digitale – YG Remix
1. Thotiana (Remix) (feat. YG) – 3:23

Download digitale – Cardi B & YG Remix
1. Thotiana (Remix) (feat. Cardi B & YG) – 4:57

Download digitale – Chiedu Oraka Remix
1. Thotiana (con Chiedu Oraka) (Chiedu Oraka Remix) – 1:42

## Successo commerciale
Thotiana ha debuttato al numero 75 della Billboard Hot 100 nella pubblicazione del 26 gennaio 2019, regalando a Blueface la sua prima entrata in tale classifica. Nella medesima settimana ha accumulato 10,4 milioni di stream e 1 000 copie digitali. In seguito alla messa in commercio delle versioni remix, la canzone è entrata in top ten alla 9ª posizione grazie a 15 000 copie pure e 37,8 milioni di riproduzioni in streaming. Nella classifica datata il 6 aprile 2019 ha raggiunto un picco di 8 grazie ad un aumento dell'8% degli stream a 33,9 milioni.

## Classifiche

### Classifiche settimanali
| Classifica (2019) | Posizione massima |
| ----------------- | ----------------- |
| Belgio (Fiandre)  | 56                |
| Canada            | 12                |
| Francia           | 167               |
| Grecia            | 21                |
| Irlanda           | 19                |
| Islanda           | 35                |
| Italia            | 80                |
| Lettonia          | 16                |
| Lituania          | 25                |
| Nuova Zelanda     | 9                 |
| Paesi Bassi       | 59                |
| Regno Unito       | 15                |
| Slovacchia        | 34                |
| Stati Uniti       | 8                 |
| Svezia            | 59                |
| Svizzera          | 55                |

### Classifiche di fine anno
| Classifica (2019) | Posizione |
| ----------------- | --------- |
| Canada            | 56        |
| Stati Uniti       | 47        |